# ماري جان فيليب
ماري جان فيليب (بالإنجليزية: Marie Jean Philip)‏ هي مربية أمريكية، ولدت في 20 أبريل 1953 في ورسستر في الولايات المتحدة، وتوفيت في 24 سبتمبر 1997 في Jamaica Plain ‏ في الولايات المتحدة.